# Slamet Abdul Sjukur
Slamet Abdul Sjukur (né le 30 juin 1935 à Surabaya, mort le 24 mars 2015) est un compositeur contemporain indonésien. C'est un des pionniers de la musique contemporaine indonésienne. Son œuvre est plus connue hors d'Indonésie, en particulier en Europe, que dans son pays. Il appelait sa conception de la musique minimax, c'est-à-dire qu'il composait à partir de matériaux simples et minimaux, par exemple la bouche. Slamet a étudié en France, notamment auprès d'Henri Dutilleux et Olivier Messiaen.
Son nom de naissance était en réalité Soekandar. Puis on l'a changé en Slamet. Sa mère avait une ascendance turque et inuit. Marié trois fois, d'abord à une Indonésienne, puis à deux Françaises, il a un fils et deux filles.  
Parmi ses œuvres, on peut citer Ketut Candu, String Quartet I, Silence, Point Core, Parentheses I-II-III-IV-V-VI, Jakarta 450 Tahun et Daun Pulus.
Il a obtenu entre autres la médaille de bronze au Festival de Jeux d’Automne en 1974, le Disque d'or de l'Académie Charles Cros en 1975 pour son œuvre Angklung et la médaille Zoltán Kodály en Hongrie en 1983. Il a été nommé membre à vie de l'Académie de Jakarta en 2002.